# フェイディピデス
フェイディピデス（ギリシャ語: Φειδιππίδης, 英語: Pheidippides）は、紀元前5世紀ごろのギリシャ、アテネの急使、飛脚。フィリッピデス（ギリシャ語: Φιλιππίδης, 英語: Philippides）やピリッピデスとも呼ばれる。
紀元前490年のマラトンの戦いにおいて、アケメネス朝のペルシア軍がマラトンに上陸したときに救援を求めるためにスパルタに派遣され、2日で225kmまたは230km以上を走破したとされる。陸上競技のマラソンはこの故事に由来する。

## 画像

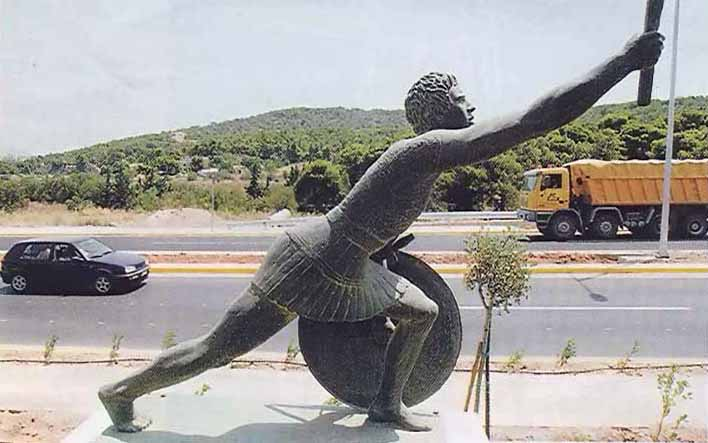
フェイディピデスの像
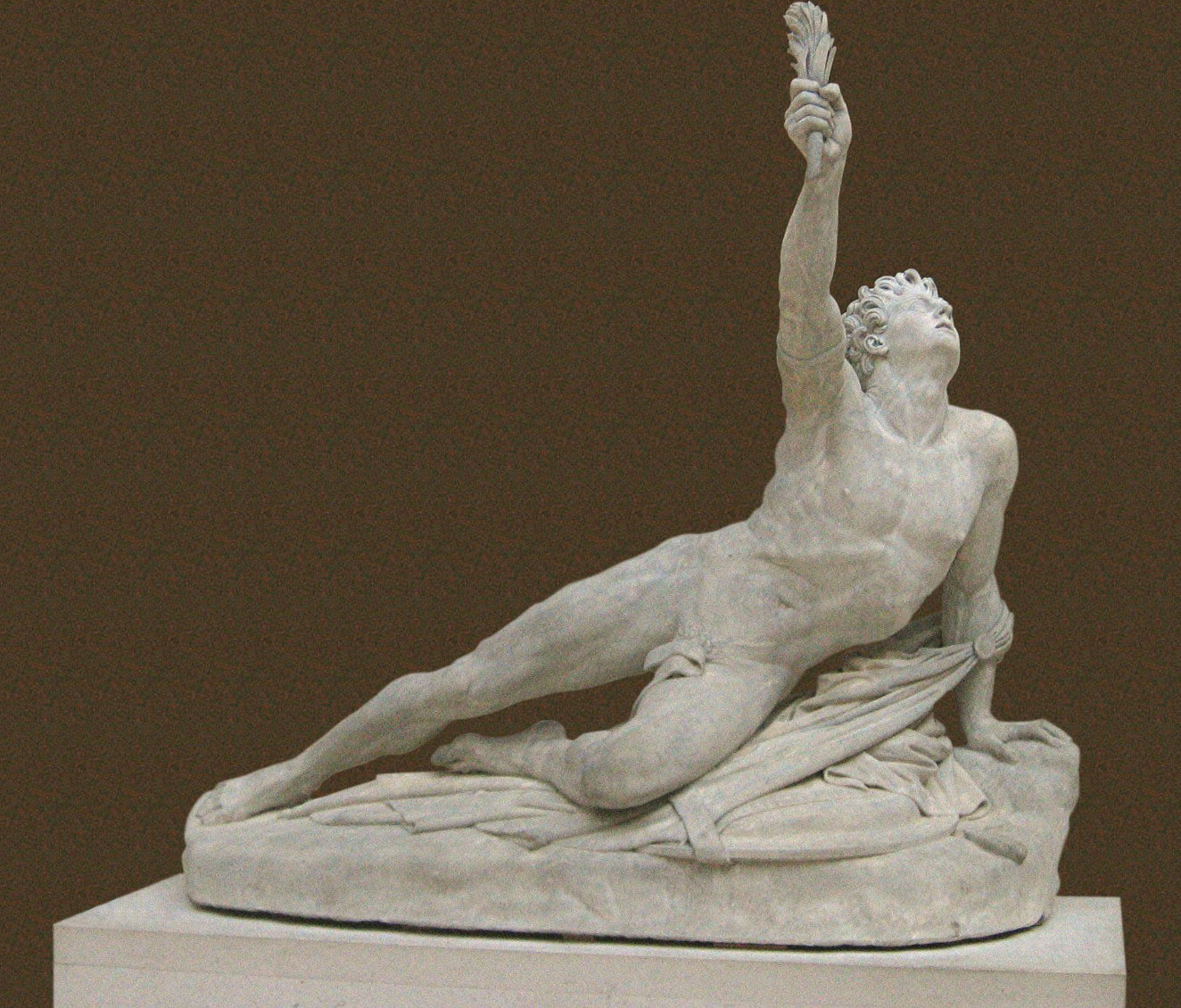
ジャン＝ピエール・コルトーの彫刻『勝利を告げるマラトンの兵士』
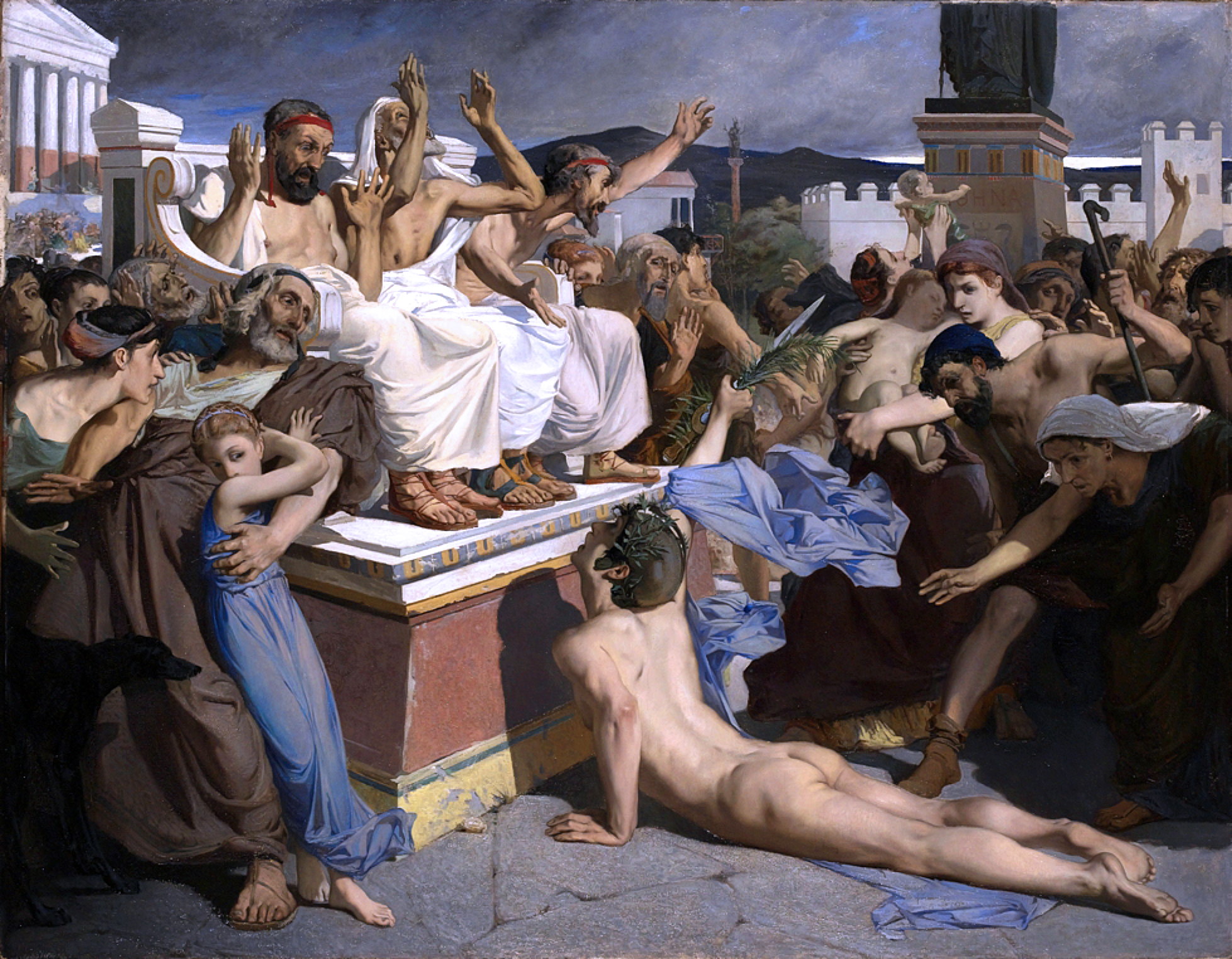
リュック＝オリヴィエ・メルソンの絵画『マラソンの兵士』